# Coby Ruskin
Pour les articles homonymes, voir Ruskin (homonymie).
Coby Ruskin, né le 15 octobre 1911 et mort le 3 mars 1987, est un réalisateur américain.

## Filmographie
- 1961 : The Bob Newhart Show (série télévisée)
- 1964 : Gomer Pyle, U.S.M.C. (série télévisée)
- 1968 : Julia (série télévisée)
- 1968 : Here's Lucy (série télévisée)
- 1968 : Doris comédie ("The Doris Day Show") (série télévisée)
- 1968 : The Good Guys (en) (série télévisée)
- 1969 : The Bill Cosby Show (série télévisée)
- 1970 : Arnie (série télévisée)
- 1972 : The Paul Lynde Show (série télévisée)
- 1975 : When Things Were Rotten (série télévisée)